# Evolution (mercat en línia)

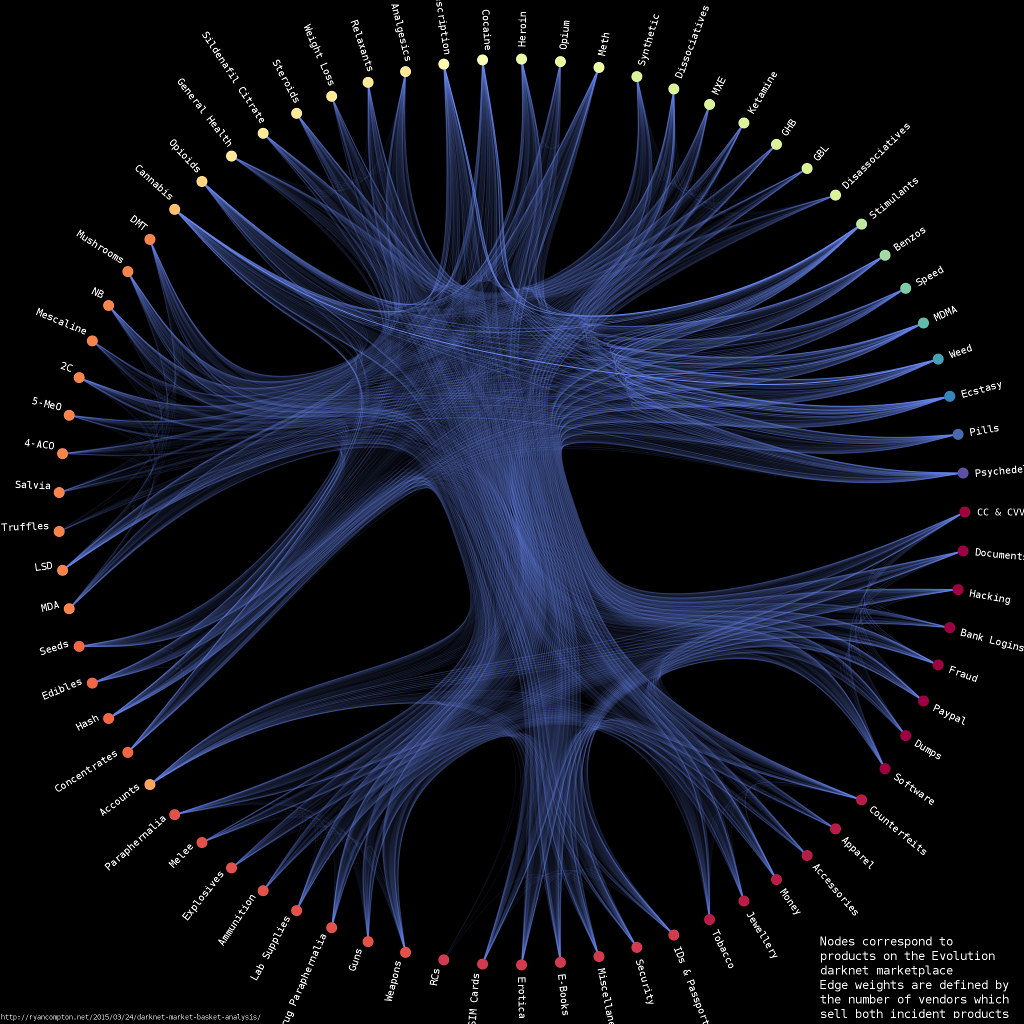
Una anàlisi del desaparegut mercat Evolution mostra els diferents tipus de productes i venedors en aquest mercat

Evolution era un mercat de la web fosca que operava a la xarxa Tor. El lloc va ser fundat per un individu conegut com 'Verto' que també va fundar l'ara desaparegut Tor Carding Forum. Evolution va estar actiu entre el 14 de gener de 2014 i mitjans de març de 2015.
Llançat el 14 de gener de 2014, va experimentar un ràpid creixement durant els seus primers mesos, ajudat en part per les confiscacions de les forces de l'ordre d'alguns dels seus competidors durant la investigació que va durar sis mesos amb el nom en clau Operació Onymous. Parlant sobre per què Evolution no formava part de l'operació Onymous, el cap de la divisió de ciberdelictes policials europeus va dir que era "perquè només podem fer moltes coses en un dia". Wired va estimar que Evolution el novembre de 2014 era un dels dos mercats de drogues més grans.
L'evolució va ser similar a altres mercats de la xarxa fosca en les seves prohibicions, prohibint la "pornografia infantil, serveis relacionats amb assassinats/assassinats/terrorisme, prostitució, esquemes de ponzi i loteries". La diferència més destacada va ser en les seves regles més laxes sobre targetes de crèdit robades i altres tipus de frau, que permetien, per exemple, la venda a l'engròs de dades de targetes de crèdit.
A mitjans de març de 2015, els administradors van congelar els comptes de garantia dels seus usuaris, prohibint retirades i invocant dificultats tècniques. Evolution s'havia guanyat una reputació no només per la seva seguretat, sinó també per la seva professionalitat i fiabilitat, amb una taxa de funcionament molt superior a la de la seva competència. En part per aquest motiu, quan el lloc es va desconnectar uns dies després, el 18 de març, la comunitat d'usuaris va entrar en pànic. Es va descobrir que el tancament era una estafa exit scam, i els operadors del lloc van tancar bruscament per tal de robar els aproximadament 12 milions de dòlars en bitcoins que es tenia com a garantia.